# 薩納訥島國家公園
2°32′39.71″S 32°53′23″E / 2.5443639°S 32.88972°E

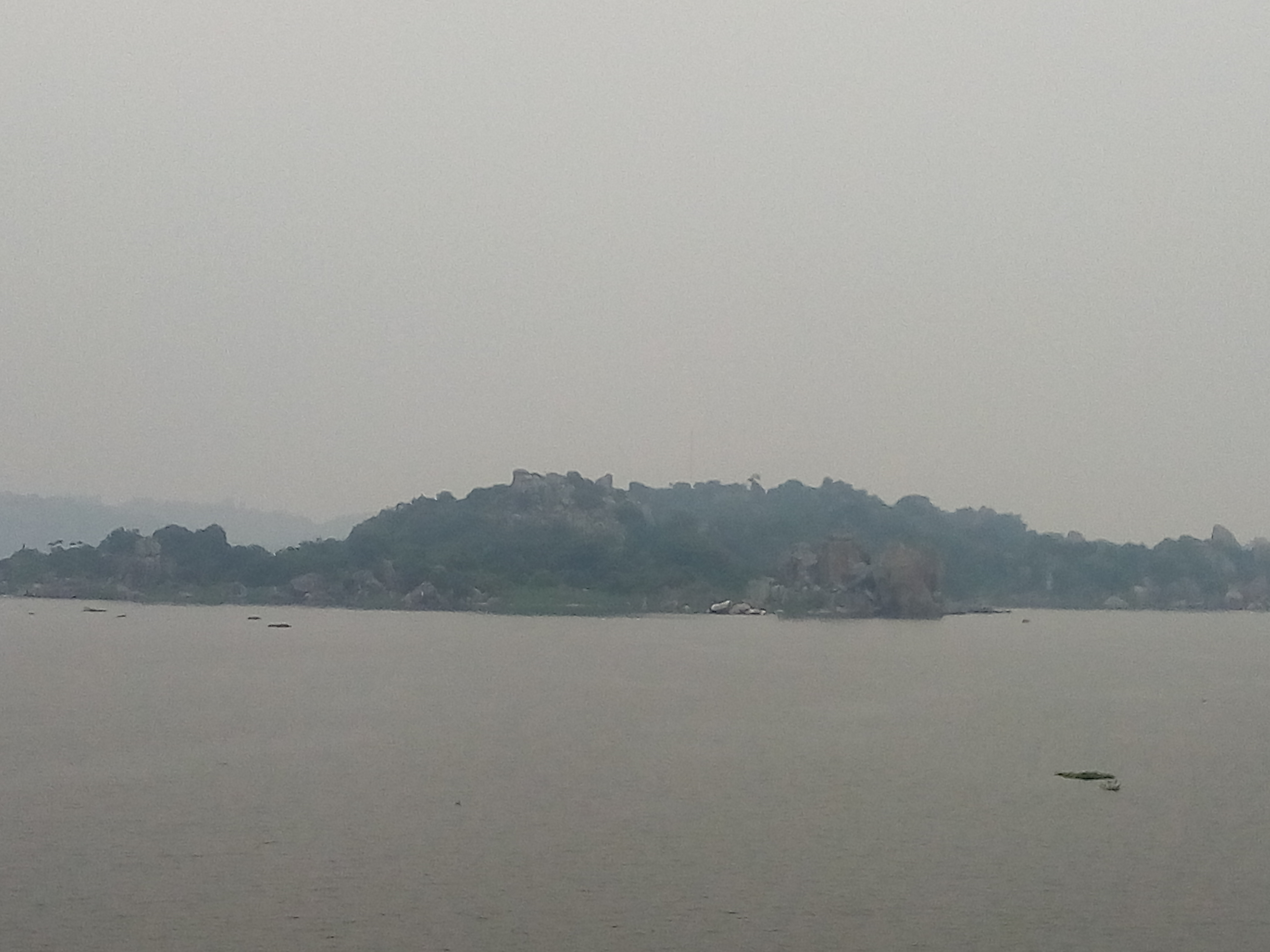

薩納訥島國家公園是坦桑尼亞的國家公園，位於該國西北部姆萬扎區，處於維多利亞湖的島嶼，面積2.18平方公里，始建於2013年，有野貓、斑馬、岩蹄兔等野生動物棲息。